# Putney Bridge
Putney Bridge ist eine Straßenbrücke über den Fluss Themse in London. Sie verbindet den Stadtteil Fulham im Stadtbezirk London Borough of Hammersmith and Fulham auf der Nordseite mit dem Stadtteil Putney im Stadtbezirk London Borough of Wandsworth auf der Südseite. Die aus Beton bestehende und mit Granit verkleidete Brücke ist 213,36 m (700 ft.) lang und 13,11 m (43 ft.) breit, darüber führt die Hauptstraße A219.

## Geschichte
Der Bau der Brücke wurde 1726 durch das Parlament genehmigt, trotz heftiger Opposition der Fährleute und der Corporation of London, die eine Attraktivitätsminderung der London Bridge befürchtete. Die Bauarbeiten begannen im März 1729 und die Brücke konnte im November desselben Jahres eröffnet werden. Die vom Architekten Sir Jacob Ackworth entworfene Holzbrücke entstand unter der Leitung des Zimmermanns Thomas Philipps. Die Benutzung der Brücke war mautpflichtig, an beiden Enden der Brücke standen Mauthäuschen.
Im Oktober 1795 versuchte die Schriftstellerin Mary Wollstonecraft, sich durch einen Sprung in den Fluss das Leben zu nehmen. William Turner schuf ein Gemälde mit der Brücke als Hauptmotiv. Seit 1845 beginnt an der Putney Bridge das Boat Race, das traditionsreiche Duell der Rudermannschaften der Universitäten von Oxford und Cambridge.
1870 richtete ein Lastkahn erheblichen Sachschaden an, als er mit der Brücke kollidierte und drei der Pfeiler fast zum Einsturz brachte. Dieses Ereignis führte zur Planung eines Neubaus. Das Metropolitan Board of Works erwarb 1879 die Brücke, schaffte 1880 die Maut ab und beauftragte Joseph Bazalgette mit der Leitung der Bauarbeiten; die Baukosten betrugen rund £ 240.000. Am 29. Mai 1886 erfolgte die offizielle Eröffnung durch den Prince of Wales, den späteren König Eduard VII., und dessen Ehefrau Alexandra.

## Weblinks

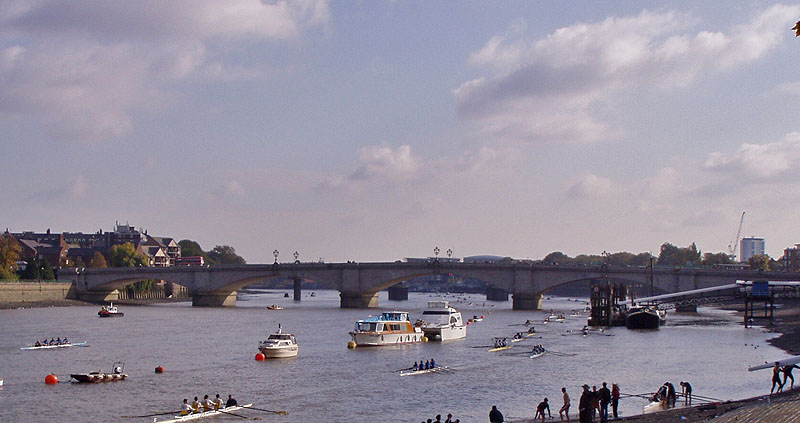
Putney Bridge
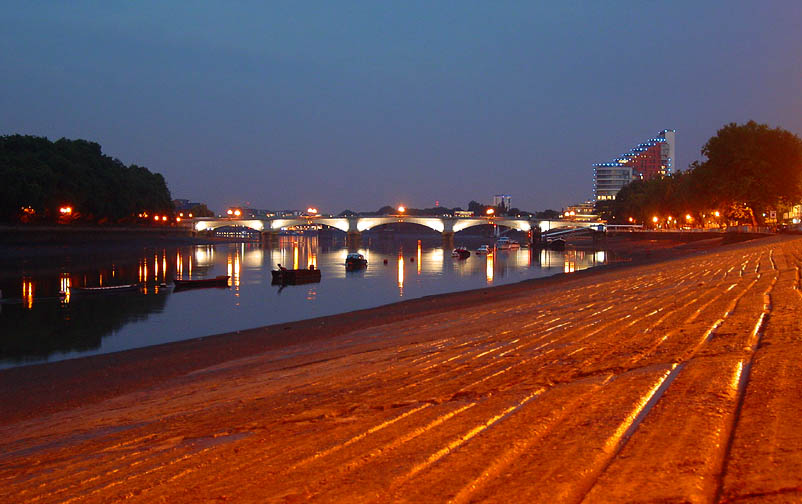
Putney Bridge in der Nacht